# Cy Leblanc
Pour les articles homonymes, voir Leblanc.
Cy (Richard) Leblanc est un homme politique canadien né le 18 mars 1955, anciennement député progressiste-conservateur de Dieppe-Centre—Lewisville à l'Assemblée législative du Nouveau-Brunswick.

## Biographie
Cy Leblanc est membre du Parti progressiste-conservateur du Nouveau-Brunswick. Il est réélu le 18 septembre 2006, lors de la 56e élection générale, pour représenter la circonscription de Dieppe-Centre—Lewisville à l'Assemblée législative du Nouveau-Brunswick, dans la 56e législature.
En décembre 2009, il est obligé de s'excuser après avoir menacé de s'en prendre physiquement au vice-président de la Chambre, Bill Fraser.
Le 7 juin 2010, Cy Leblanc annonce ne pas vouloir présenter sa candidature lors de la 57e élection générale, prévue le 27 septembre 2010.